# ويليام إتش أوسبورن
ويليام إتش أوسبورن (بالإنجليزية: William H. Osborne)‏ هو شخصية أعمال أمريكي، ولد في 27 مارس 1960 في ديترويت في الولايات المتحدة.